# Quadrante

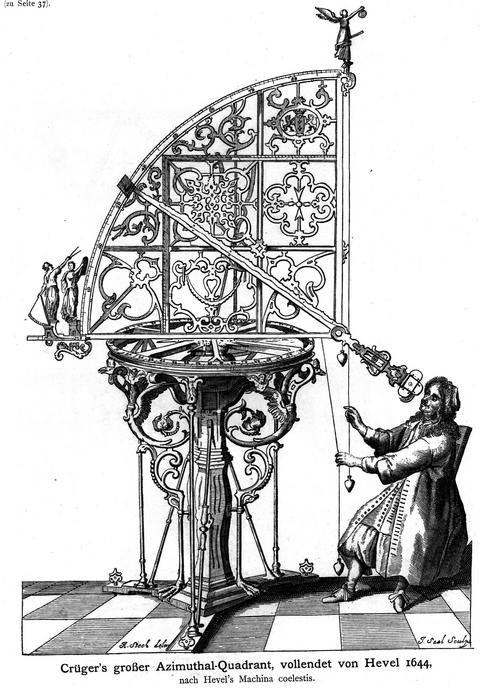
Hevelius usando um quadrante de pedestal

O  quadrante é na sua forma mais rudimentar, e tal como o nome indica, um instrumento que consiste  num quarto de círculo graduado ao qual está fixo um fio de prumo. Já referido nos Libros del Saber de Astronomia (século XIII), a sua função é a medição da altura, que é a distância angular de um objeto em relação ao horizonte.

## Descrição
Os quadrantes usados em astronomia apresentavam, em geral, outros órgãos acessórios, com escalas que davam as tangentes de certos ângulos, linhas horárias e por vezes também, mas só a partir do século XIII, um cursor que se deslocava ao longo da escala de alturas e resolvia certos problemas astronómicos. Com o tempo procurou-se fazer do quadrante náutico um instrumento de precisão adaptando-lhe um nónio ou modificando-o sem lhe alterar a base de construção.
Tinha como finalidade tomar as alturas dos astros e era geralmente feito de madeira ou latão. Era um quarto de círculo e possuía os graus de 0º a 90º. Em ambas as extremidades marcadas com o ângulo reto possuía duas pínulas que continham um pequeno furo por onde se apontava ao astro desejado. Era colocado um fio de prumo ao centro, de forma a interceptar a parte graduada. Era graças a esse fio que se lia a graduação que indicava a altura do astro.
O quadrante náutico permitia determinar a latitude (onde a embarcação se encontrava), cujo cálculo se baseava na altura da Estrela Polar ou a altura de um astro qualquer ao cruzar o meridiano do local.Os astros mais utilizados em navegação náutica eram o Sol durante o dia e a Estrela Polar durante a noite. 

## Descobertas
Conhecido desde a Antiguidade, foi o instrumento de alturas mais cedo adaptado à náutica: é referido pela primeira vez no relato de Diogo Gomes, que declara tê-lo utilizado numa viagem efetuada por volta de 1467.